# Proteïna-cinasa C
La proteïna-cinasa C (en anglès: protein kinase C , PKC) és una família de proteïnes-cinases (enzims) que participen en el control d'altres proteïnes mitjançant la fosforilació dels grups hidroxil dels residus d'aminoàcids de serina i treonina sobre aquestes proteïnes. Els enzims de PKC al seu torn estan activats per senyals com ara un increment en la concentració d'ions de diacilglicerol (DAG) o de calci (Ca2+). Per tant, els enzims PKC tenen un paper important en diverses cascades de transducció de senyal.
La família PKC en humans consta de 15 isoenzims. Es divideixen en tres subfamílies basades en els requeriments del seu segon missatger: convencional (o clàssica), nova, i atípica. La família té un mínim de 10 isoformes. Les PKCs convencionals contenen les isoformes α, βI, βII, i γ, que requereixen Ca2+, diacilglicerol, i un fosfolípid com la fosfatidilcolina per a la seva activació. Les PKCs noves ((n)PKCs) inclouen les isoformes δ, ε, η, i θ, i requereixen DAG, però no Ca2+ per a la seva activació. En conseqüència les PKCs convencionals i les noves són activades a través de la mateixa via de transducció de senyals: la fosfolipasa C. D'altra banda les PKCs atípiques ([a]PKCs), com ara la proteïna-cinasa Mζ o les isoformes ι / λ, tampoc requereixen Ca2+ ni diacilglicerol per a la seva activació. El terme «proteïna cinasa C» usualment es refereix a la família completa d'isoformes.

## Funció
S'han descrit moltes funcions per a la PKC. Intervenen en la desinsibilització del receptor, la modulació de l'estructura de la membrana, la regulació de la transcripció, la mediació en la resposta immunitària, la regulació del creixement cel·lular, i en l'aprenentatge i la memòria.

## Patologia
La proteïna-cinasa C, activada per un èster forbol promotor de tumor pot incrementar l'expressió de gens que promouen la progressió del càncer, o interferir amb altres fenòmens. Els inhibidors de la proteïna-cinasa C com la ruboxistaurina, poden ser potencialment beneficiosos en la retinopatia diabètica perifèrica. L'inhibidor de la proteïna-cinasa C metabutat d'ingenol, que s'obté de la planta Euphorbia peplus, està aprovat per la FDA per tractar la queratosi actínica.